# Gebruiksvoorwaarden
Gebruiksvoorwaarden of gebruikersvoorwaarden, ook servicevoorwaarden, terms of service (TOS) of terms of use (ToU) genoemd, zijn eenzijdig door een dienstenaanbieder opgestelde algemene regels die automatisch gelden bij gebruik van de diensten en websites. Er worden de algemene rechten en plichten van klanten en bedrijf beschreven, vaak hebben de gebruiksvoorwaarden mede als doel de risico's van een bedrijf te beperken. Vooral bij internetdiensten en websites, zoals social media-platforms, is het de enige overeenkomst die met de dienstverlener wordt gesloten.
In de meeste gevallen vallen gebruiksvoorwaarden in het Nederlands Recht onder de definitie van Algemene Voorwaarden en zijn de daarvoor gelden regels van toepassing.

## Internet

### Internationaal recht
Bij bedrijven die in het buitenland zijn gevestigd en in hun gebruiksvoorwaarden bepalen dat alleen de rechter bevoegd is in het land van vestiging, doet zich juridisch de vraag voor, of iemand die in een ander land  woont en hier gebruik maakt van een website, bij een juridisch geschil daadwerkelijk naar de buitenlandse rechter moet.